# カトーバ郡 (ノースカロライナ州)
カトーバ郡（カトーバぐん、英: Catawba County）は、アメリカ合衆国ノースカロライナ州の西部に位置する郡である。人口は16万0610人（2020年）。郡庁所在地はニュートンであり、同郡で人口最大の都市はヒッコリーである。
カトーバ郡はヒッコリー・レノア・モーガントン都市圏に属している。
カトーバ郡はデータセンター回廊の中にある。メイドンにはAppleのアイクラウド・データセンターがあり、国内でも最大のソーラーファームもある。
コノバーにはncデータキャンパスがあり、今後州道16号線沿い、コノバー・ウォルマートの背後に置かれる予定である。

## 歴史
カトーバ郡は1842年にリンカーン郡から分離して設立された。郡名は、この地域に住んでいたカトーバ族インディアンから採られた。

## 郡政府
カトーバ郡は地域自治体の委員会であるウェスタン・ピードモント自治体委員会のメンバーである。

## 地理
アメリカ合衆国国勢調査局に拠れば、郡域全面積は414平方マイル (1,072.3 km2)であり、このうち陸地400平方マイル (1,036.0 km2)、水域は14平方マイル (36.3 km2)で水域率は3.27%である。

### 郡区
カトーバ郡は8つの郡区に分割されている。バンディズ、コールドウェル、カトーバ、クラインズ、ヒッコリー、ジェイコブスフォーク、マウンテンクリーク、ニュートンの各郡区である。

### 交通

#### 主要高規格道路
- 州間高速道路40号線
- アメリカ国道70号線
- アメリカ国道321号線
- ノースカロライナ州道16号線
- ノースカロライナ州道127号線
- ノースカロライナ州道10号線
- ノースカロライナ州道150号線
- ノースカロライナ州道18号線

#### 空港
郡内主要空港はヒッコリー市にあるヒッコリー地域空港である。

### 大量輸送機関
- グリーンウェイ公共交通がコノーバー、ヒッコリー、ニュートン各市にバス便を運行している。
- 建設が計画されているウェスタン・ノースカロライナ・レールラインでは、コノーバーが停車駅に指定されている。この線はサリスベリーとアシュビルを結び、カトーバ郡を通る。

#### 鉄道
カトーバ郡は1日約20編成の貨物列車が通り、鉄道貨物輸送の中心である。これはカトーバ郡を中心とする製造業の強い経済によるところが大きい。

### 隣接する郡
- アレクサンダー郡 - 北
- アイアデル郡 - 東
- リンカーン郡 - 南
- バーク郡 - 西
- コールドウェル郡 - 北西
- メクレンバーグ郡 - 南東

## 人口動態
以下は2010年の国勢調査による人口統計データである。
| 基礎データ - 人口: 36,804人 - 世帯数: 55,533 世帯 - 家族数: 39,095 家族 - 人口密度: 137人/km2（354人/mi2） - 住居数: 59,919軒 - 住居密度: 58軒/km2（150軒/mi2） 人種別人口構成 - 白人: 87.1% - アフリカン・アメリカン: 8.5% - ネイティブ・アメリカン: 0.3% - アジア人: 3.1% - 太平洋諸島系: 0.05% - 混血: 1.14% - ヒスパニック・ラテン系: 9.4% | 年齢別人口構成 - 18歳未満: 24.3% - 18-24歳: 8.8% - 25-44歳: 31.1% - 45-64歳: 23.5% - 65歳以上: 12.3% - 年齢の中央値: 36歳 - 性比（女性100人あたり男性の人口） - 総人口: 97.3 - 18歳以上: 94.7 世帯と家族（対世帯数） - 18歳未満の子供がいる: 31.5% - 結婚・同居している夫婦: 55.1% - 未婚・離婚・死別女性が世帯主: 10.9% - 非家族世帯: 29.6% - 単身世帯: 24.6% - 65歳以上の老人1人暮らし: 9.1% - 平均構成人数 - 世帯: 2.51人 - 家族: 2.98人 | 収入と家計 - 収入の中央値 - 世帯: 43,536米ドル - 家族: 47,474米ドル - 性別 - 男性: 30,822米ドル - 女性: 23,352米ドル - 人口1人あたり収入: 20,358米ドル - 貧困線以下 - 対人口: 9.1% - 対家族数: 6.5% - 18歳未満: 12.5% - 65歳以上: 9.7% |

## 都市と町

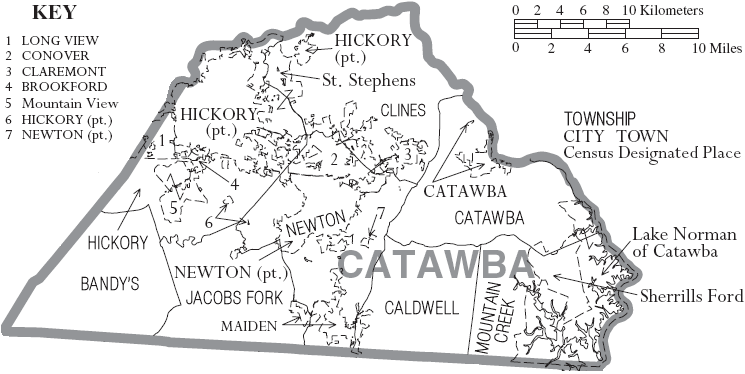
カトーバ郡の自治体と郡区

- ヒッコリー
- ニュートン - 郡庁所在地
- コノーバー
- ロングビュー
- メイドン
- クレアモント
- カトーバ
- ブルックフォード

### 国勢調査指定地域
- レイクノーマン・オブ・カトーバ
- マウンテンビュー
- シェリルズフォード
- セントスティーブンス

## 教育
カトーバ郡の公共教育は、下記の市域をのぞいてカトーバ郡教育学区が管轄している
- ニュートン市とコノーバー市はニュートン・コノーバー市教育学区が管轄
- ヒッコリー市はヒッコリー市教育学区が管轄

### 高等教育機関
- レノア・ライン大学
- カトーバ・バレー・コミュニティカレッジ
- アパラチアン・センターヒッコリー校
- NC工学技術センター
- ガーデン・ウェブ大学ヒッコリーセンター

### 図書館
郡民はカトーバ郡図書館システムを利用できる。図書館は、コノーバー、ニュートン、クレアモント、メイドン、ヒッコリー、セントスティーブンス、シェリルズフォードにある。
ヒッコリー市にもヒッコリー公共図書館システムがある。パトリック・ビーバー記念図書館とリッジウェイ図書館がある。

## 見どころ

### 博物館
- カトーバ郡消防博物館、コノーバー市
- カトーバ郡歴史博物館、ニュートン市
- ヒッコリー航空博物館、ヒッコリー市
- ヒッコリー美術館、ヒッコリー市
- カトーバ郡科学センター、ヒッコリー市

### 歴史的なランドマーク
- バンカーヒル屋根付き橋
- マレーズ・ミル
- ベイカーズ山

### スポーツ会場
- L.P.フランズ・スタジアム

### 音楽と芸能
- ニュートン・コノーバー公会堂
- グリーン・ルーム劇場
- ウェスタン・ピードモント交響楽団
- ヒッコリー・コミュニティシアター

### その他の見どころ
- バレーヒルズ・モール、ヒッコリー市
- ノーマン湖
- ヒッコリー湖、ヒッコリー市
- ルックアウト湖、コノーバー市
- リバーベンド公園、コノーバー市
- コノーバー駅、コノーバー市
- ロックバーン・ゴルフ・アンド・スパ、コノーバー市、グレーター・ヒッコリー・クラシック・アット・ロックバーン
- コノーバー公園、コノーバー市
- ヒッコリー・パークス・アンド・レクリエーション、ヒッコリー市
- ニュートン・パークス・アンド・レクリエーション、ニュートン市

## 著名な出身者
- マット・ケンゼス、NASCARのドライバー
- トーリ・エイモス、シンガーソングライター
- マディソン・バンガーナー、メジャーリーグベースボール選手、サンフランシスコ・ジャイアンツで2010年ワールドシリーズ優勝に貢献
- チャド・レイル、プロレスラー、TNAに所属